# Manduca trimacula
Manduca trimacula là một loài bướm đêm thuộc họ Sphingidae. Nó được tìm thấy ở Colombia to Ecuador, Venezuela và Bolivia.
Chiều dài cánh trước là 55–60 mm. Phía trên thân và cánh trước có màu vàng nâu.